# Rob Stafford
Robrecht H. E. (Rob) Stafford (18 september 1951), beter bekend als Rob De Snob, is een Belgische zanger en liedjesschrijver.

## Levensloop
Zijn muzikale loopbaan nam een aanvang in 1966 met de oprichting van de popgroep The Diavolis en kort daarop The Sjivagos. Later leerde hij basgitaar bespelen bij Flashback, maar ook deze band was slechts een kort leven beschoren. Vervolgens ging hij als (contra-)bassist aan de slag bij Jacky Lack & His Stupid Fellowsen trad hij bijna wekelijks op in Wallonië.
In 1973 kwam het tot een ommezwaai wanneer hij beïnvloed werd door de kleinkunst en liedjes begon te schrijven in het Vlaams en het Antwerps. In 1974 ontmoette hij Jos Smos, toch duurde het nog tot 1977 alvorens onder invloed van Rob Stafford de mannen van Katastroof een eerste maal samenkwamen om te repeteren. Hoewel aanvankelijk slechts een eenmalig project, groeide de groep uit tot een begrip. Desondanks kregen hun nummers zelden airplay op de nationale radio's.
In 2005 verliet 'De Snob' Katastroof om samen met acteur Arthur Reijnders (o.a. bekend van het televisieprogramma Schuif Af) te toeren. Het duo bracht een mengeling van cabaret, kleinkunst en sketches aangevuld met zeemansliederen.
In 2017 bracht hij het kortverhalenboek Aah! Huiswerk maken uit. Daarnaast was hij syndicaal actief bij het ABVV, eerst bij de Culturele Centrale en later als loopbaanconsulent.

## Discografie

### Met Katastroof

#### Albums
| Album met hitnotering(en) in de Vlaamse Ultratop 200 albums | Datum van verschijnen | Datum van binnenkomst | Hoogste positie | Aantal weken | Opmerkingen   |
| ----------------------------------------------------------- | --------------------- | --------------------- | --------------- | ------------ | ------------- |
| Stront aan de knikker                                       | 1978                  | -                     |                 |              |               |
| Foefelen                                                    | 1979                  | -                     |                 |              |               |
| Stront aan de knikker 2                                     | 1980                  | -                     |                 |              |               |
| De zuipschuit                                               | 1981                  | -                     |                 |              |               |
| Den aard van 't beest                                       | 1982                  | -                     |                 |              |               |
| Noch vis noch vlees                                         | 1984                  | -                     |                 |              |               |
| Hete winters                                                | 1986                  | -                     |                 |              |               |
| Den aanhouwer wint                                          | 1988                  | -                     |                 |              |               |
| Duveltjeskermis                                             | 1990                  | -                     |                 |              |               |
| Monsterboelekes                                             | 1991                  | -                     |                 |              |               |
| Ramp-zalig                                                  | 1994                  | -                     |                 |              |               |
| Zwijnen zonder parels                                       | 1996                  | -                     |                 |              |               |
| Nachtbraken                                                 | 1997                  | -                     |                 |              |               |
| Leven in de brouwerij                                       | 1998                  | -                     |                 |              |               |
| De beste                                                    | 2000                  | 26-02-2000            | 15              | 41           | Verzamelalbum |
| Den drol van Janus                                          | 2000                  | -                     |                 |              |               |
| Jubilee ceedee - 25 jaar Katastroof                         | 2002                  | -                     |                 |              | Verzamelalbum |
| (m)Oraalridders                                             | 2002                  | -                     |                 |              |               |
| Alloewien                                                   | 2003                  | -                     |                 |              |               |
| Vossen                                                      | 2004                  | -                     |                 |              |               |

### Solo

#### Albums
| Album met hitnotering(en) in de Vlaamse Ultratop 200 albums | Datum van verschijnen | Datum van binnenkomst | Hoogste positie | Aantal weken | Opmerkingen |
| ----------------------------------------------------------- | --------------------- | --------------------- | --------------- | ------------ | ----------- |
| In't Vlengels                                               | 1997                  | -                     |                 |              |             |

#### Singles
| Single met hitnotering(en) in de Vlaamse Ultratop 50 | Datum van verschijnen | Datum van binnenkomst | Hoogste positie | Aantal weken | Opmerkingen  |
| ---------------------------------------------------- | --------------------- | --------------------- | --------------- | ------------ | ------------ |
| De pizza dans                                        | 2002                  | 15-06-2002            | 1(1wk)          | 18           | ft. Dynamite |